# Турра, Антонио
Анто́нио Ту́рра (итал. Antonio Turra, 1736 — 1797) — итальянский ботаник, минералог и врач.

## Биография
Антонио Турра родился в городе Виченца 25 мая 1736 года. Возможно также, что он родился 25 марта 1730 года.
С раннего возраста Антонио занимался сбором и каталогизацией растений и приобрёл известность в области ботаники. Он получил образование в области медицины и философии в Падуанском университете, а затем начал заниматься врачебной практикой в Виченце.
Антонио Турра скончался в возрасте 61 года 4 или 7 сентября 1797 года.

## Научная деятельность
Антонио Турра специализировался на водорослях и на семенных растениях.

## Научные работы
Антонио Турра является автором следующих работ:
- Catalogus plantarum horti Corneliani methodo sexuali dispositus anno MDCCLXXI, atque ab Antonio Turra elaboratus.
- Vegetabilia Italiae indigena, methodo linneiano disposita.
- Florae italicae prodromus.
- De' modi di procurare la moltiplicazione de' bestiami. 1776.